# عاشوراء بالمغرب
يوم عاشوراء أو (يوم زمزم) هو مناسبة يحتفل بها المغاربة في العاشر من محرم من كل سنة باحتفالات تختلف عن نظيرتها في بقية البلدان العربية والإسلامية، ولهم في هذا اليوم عادات لها خصوصيتها المحلية.
ويصاحب هذا الاحتفال ما يسمى ب«لعشور» حيث يقوم كبار التجار في المنطقة بتوزيع هدايا عن الأطفال والشبان وكذا النساء، وتكون غالبا مبالغ مالية، الشيء الذي يزيد من فرحة هذا اليوم.

## يومعاشوراء
حق بابا عيشور هو نشاط للأطفال في فترة عيد عاشوراء حيث يجول الأطفال من منزل لآخر مرتدين الاقنعة والأزياء التنكرية يطلبون الحلوى والفواكه الجافة أو حتى النقود وذلك بإلقاء السؤال «حق بابا عيشور؟» على من يفتح الباب.
يعتبر حق بابا عيشور من أهم التقاليد في عاشوراء. حيث يقوم كل من يسكن في حي فيه الكثير من الأولاد بشراء الحلوى والفواكه الجافة وتحضيرها لحين قدوم الأولاد في العيد.
أصبح هذا التقليد مشهورا في الأونة الأخيرة حيث يُعتبر بديلًا للالعاب النارية التي تؤدي عادة إلى مجموعة من الحوادث

### عادات المدن
المغاربة يسمون يوم العاشر من محرم، بيوم زمزم. وفي هذا اليوم، يقومون برش الماء على بعضهم البعض. فيقوم أول من يستيقظ من النوم برش الباقين بالماء البارد، ويخرج عدد من الأطفال والشبان، خصوصا داخل الأحياء الشعبية، إلى الشوارع لرش كل من يمر بالماء. ومع مرور الساعات الأولى من الصباح يحمى وطيس «معارك المياه»، خصوصا بين الأصدقاء والجيران. ومن يرفض الاحتفال بماء «زمزم» من المارة، عبر رش القليل منه على ثيابه، قد يتعرض لتناوب عدد من المتطوعين لإغراق ثيابه بكل ما لديهم من مياه. ثم يتوج بوجبة اليوم بوجبة «الكسكس المغربي» الذين يستعملون به القديد الذي تم تخزينه من أضحية عيد الأضحى، خصوصا لهذا اليوم.

### عادات البوادي
أما في البوادي والأرياف المغربية فإن الماء في هذا اليوم يحتفظ بقدسية خاصة، حيث يلجأ الفلاحون وربات البيوت، مع إعلان الفجر، وقبل أن تطلع الشمس، إلى رش كل ممتلكاتهم بالماء البارد، حيث ترش قطعان الغنم والبقر، وغيرها، كما ترش الحبوب المخزنة، وجرار الزيت والسمن. وتقوم الأمهات برش وجوه الأبناء، الذين يتنافسون في الاستيقاظ المبكر، لأنهم يؤمنون، حسب ما يردده الأجداد، بأن من يكون هذا اليوم نشيطا يقضي كل عامه على نفس المنوال، ومن يتأخر في النوم إلى أن تشرق الشمس، يغرق في الكسل ما تبقى من العام. كما أن الكبار في الأرياف المغربية يؤمنون بأن كل ما مسه الماء هذا اليوم ينمو ويبارك الله فيه، وما لم يمسسه ماء قد يضيع خلال نفس العام.

### عادات التجار
فيما يتعلق بالتجار، يسعون في عاشوراء لرفع وتيرة البيع، خصوصا داخل الأسواق، التي تخصص لمناسبة عاشوراء، لأن أي حركة بيع أو شراء تكون مباركة، وتؤثر في تجارتهم، بقية العام، مما يضطرهم إلى تخفيض الأسعار، وبذل كل ما يستطيعون، من أجل تشجيع زبائنهم على الشراء. ولا يكاد يحل المساء حتى تفرغ أسواق عاشوراء من السلع، وتصبح في بعض المناطق، التي لا تزال تتمسك بالعادات القديمة فضاءات فارغة من محتوياتها، كأنها لم تكن نشطة قبل ساعات فقط، والسر في ذلك أن اليوم التالي للعاشر من محرم يسمى عند التجار بيوم «الهبا والربا»، أي إن أي ربح يجنونه منه لن يكون إلى ربا لا يلحقه إلا الهباء على تجارتهم، مما يجعلهم يغلقون محلاتهم، ولا يبيعون أو يشترون شيئا في اليوم الموالي.

## أصل العادة
وتعود عادة رش المياه، التي يحتفل بها أغلب المغاربة، ويعتقدون أنها جزء من العادات الإسلامية، إلى طقوس من الديانة اليهودية، كان يتمسك بها اليهود المغاربة منذ قرون، حيث أنهم يعتقدون أن الماء كان سببا لنجاة نبيهم موسى في هذا اليوم من بطش فرعون وجنوده، كما يؤكد ذلك القصص القرآني، وهو الأمر الذي استوعبه الإسلام السنة وجعله جزء منه، بالتنصيص على صوم يوم عاشوراء، ابتهاجا بإنقاذ الله لنبيه موسى، مع زيادة صوم يوم التاسع من شهر محرم، لمخالفة اليهود والتميز عنهم.[بحاجة لمصدر].

### عند اليهود المغاربة
ويعتقد اليهود المغاربة بأن الماء في هذا اليوم يتحول إلى رمز للنماء والخير والحياة، مما يجعلهم حسب ما راج في بعض الكتابات، التي تناولت تاريخ اليهود المغاربة، يحتفون بالماء، ويتراشق به أطفالهم طيلة اليوم، في حين يرش به الكبار أموالهم وممتلكاتهم، أملا في أن يبارك الله لهم فيها.
ومن غير المستبعد أن تكون لهذه العادة في صفوف التجار جذور يهودية كذلك، بحكم أن اليهود المغاربة كانوا يمثلون، قبل عقود قليلة، أغلبية في بعض الأسواق المغربية، ورغم رحيل أغلبيتهم الساحقة إلى المشرق، فإن بعض عاداتهم وتقاليدهم لا تزال جزء من النسيج المغربي إلى اليوم.
وما يميز عاشوراء المغرب، رغم أنها مزيج من الأديان والمذاهب، أن المغاربة لا يؤمنون إلا بأمر واحد، هو أن احتفالاتهم مغربية موروثة عن الآباء والأجداد فقط، ولا يرون أنها تخالف الإسلام، أو تأخذ من سواه، فالإسلام الراسخ بعمق في قلوبهم رسوخ جبال الأطلس، قد جب كل ما قبله، وجعل من ميراث الأنبياء من قبل جزء من الدين المحمدي، الذي ختم الرسالات السابقة من دون أن ينكر فضلها.

## يوم الهبا والربا
يعقب عاشوراء في المغرب يوم «الهبا والربا» في الأسواق، يعرفها كل المغاربة بليلة «الشعالة»، حيث يتم إشعال نيران ضخمة في الساحات، سواء في البوادي أو داخل بعض المدن، التي لا تزال تردد صدى عادات موغلة في التاريخ، ويحيط بها الأطفال والنساء، وهم يرددون أهازيج، بعضها يحكي قصة موت الحسن والحسين وبعضها يحكي قصصا أخرى.